# Santa Cruz Barillas
Santa Cruz Barillas est une ville du Guatemala située dans le département de Huehuetenango. Sa population est de 133 295 habitants en 2024.

## Histoire
À partir de 2007, un projet de construction d'un barrage hydroélectrique par l'entreprise Hydro Santa Cruz, filiale de l'entreprise espagnole Hidralia Energia, à proximité de la ville, provoque la colère des habitants membre d'une communauté indigène Q'anjob'al,. En mai 2012, à la suite d'une attaque lors d'une fête locale ayant provoqué un mort et deux blessés, dont un chef communautaire local opposé à la construction, un groupe de 200 habitants armés de machetes et d'armes à feu prend le contrôle d'une base militaire locale,,. Le gouvernement met la ville en état de siège pendant un mois, envoie 260 militaires sur place et arrête plusieurs habitants. Selon le gouvernement, des trafiquants de drogue sont responsables de cette attaque, tandis que la communauté considère avoir été victime d'une attaque organisée par l'entreprise envers les opposants au projet de barrage,. Le siège prend fin le 25 mai 2012, et le projet de barrage est abandonné en 2016.

## Services publics
Un hôpital, l'hôpital de district Barillas, se trouve dans la ville, il est géré par le ministère de la santé publique du Guatémala.

## Démographie
La population de 2024 est estimée à 133 295 habitants, ce qui en fait la deuxième plus grande ville du département, presque aussi peuplée que la capitale Huehuetenango. Au recensement de 2018 la population était de 100 849 habitants.